# Cornuticella cornuta
Cornuticella cornuta is een mosdiertjessoort uit de familie van de Catenicellidae. De wetenschappelijke naam van de soort is voor het eerst geldig gepubliceerd in 1852 door Busk.